# Pimpla acutula
Pimpla acutula är en stekelart som först beskrevs av Setsuya Momoi 1973.  Pimpla acutula ingår i släktet Pimpla och familjen brokparasitsteklar. Inga underarter finns listade i Catalogue of Life.